# Казанское физико-математическое общество
Казанское физико-математическое общество — oбщественная организация научного характера, основанная в 1890 году и существовавшая до 1970-х годов.
Руководителями общества являлись Александр Васильевич Васильев, Александр Петрович Норден.

## История

Памятник Н. И. Лобачевскому в Казани, скульптор Мария Диллон

Предшественником общества стала открытая 4 апреля 1880 года секция физико-математических наук при Обществе естествоиспытателей при Казанском университете. Инициатором открытия секции выступил декан физико-математического факультета Казанского университета астроном М. А. Ковальский.
В 1887 году в члены секции был принят Н. Е. Жуковский.
Официальное утверждение Общества состоялось 16 июня 1890 года, 28 октября Общество провело первое заседание. Количество его членов превысило 100. Первым председателем Общества был избран А. В. Васильев, принимавший участие в работе Общества даже после отъезда из Казани и сложения обязанностей председателя.
С 1890 по 1918 год состоялось 204 заседания.
Общество стало издавать свои «Известия», по 1917 год вышло 22 тома «Известий». Был переведён на русский язык и издан ряд работ иностранных учёных Клейна, Пуанкаре, Вейерштрасса, Минковского и др., регулярные обзоры всех выходивших в России работ математического характера.
Общество добилось разрешения собирать средства для увековечения памяти Н. И. Лобачевского. Собранными деньгами была оплачена установка памятника Н. И. Лобачевскому в Казани, а также расходы на организацию международных конкурсов на соискание премии имени Н. И. Лобачевского (размер премии составлял 500 р.). Первым в 1897 году премию получил Софус Ли за работу «Theorie der Transformationsgruppen».
В период революции и гражданской войны Общество имело перерыв в работе, заседания были возоноблены в 1921 году, издание «Известий» — в 1923.
Общество вступило на путь самостоятельной исследовательской работы. Весьма укрепил авторитет Общества переезд в Казань Н. Г. Чеботарёва (1928), сотрудничавшего с Обществом и ранее.
В годы Великой Отечественной войны на деятельность Общества влияли и потери (гибель его членов на полях сражений, кончина Н. Н. Парфентьева (1943) и П. А. Широкова (1944)), и приобретения — сотрудничество с эвакуированными в Казань московскими и ленинградскими математиками.
По окончании войны и перехода жизни на мирные рельсы Общество стало собираться еженедельно и в 1945/1946 прошло 77 заседаний. Издание «Известий» было возобновлено.

## Деятельность
- Издано полное собрание сочинений по геометрии Н. И. Лобачевского.
- Организован международный конкурс на соискание премии имени Н. И. Лобачевского.